# Bubblegum dance
Bubblegum dance, também conhecido como Euro bubblegum, é um subgênero musical que emergiu na Itália em meados dos anos 90 como resultado da fusão entre a Música bubblegum e o Eurodance. O subgênero é muito conhecido por ter um ênfase bastante melódica e alegre, com uma batida forte que varia entre 130 a 145 BPM, em um compasso 4/4, e de muitas vezes utilizar vocais infantis.
A bubblegum dance surgiu no início para meados da década de 90, quando produtores e artistas europeus de eurodance estavam expandindo seu som e estilo. Em virtude disso, o projeto italiano Whigfield, lançou o single "Saturday Night", cujo sua letra repetitiva, vocais infantis e melodia cativante fizeram bastante sucesso e abriram portas para o nascimento de um nova variante da música Eurodance. No ano seguinte, o novo subgênero musical ganha mais força nas paradas e nos rádios devido à novos artistas como Me & My, Sqeezer, Tiggy e Solid Base. No entanto, sua popularização mundial só foi possível em 1997, quando a banda Aqua (que já estava fazendo grande sucesso com o estilo nas canções "Roses Are Red" e "My Oh My") lançou o single "Barbie Girl".
Vendo isso, vários outros artistas e produtores da época começaram a produzir o subgênero e, como resultado, a produção de bubblegum dance disparou no final dos anos 90, e sendo a Itália o país que mais produziu esse subgênero. Em meados dos anos 2000, sua popularidade começou a declinar na Europa, devido ao som ser considerado ultrapassado e brega para os padrões radiofônicos da época.